# Monumento a la Libertad (Riga)
El Monumento a la Libertad (en letón: Brīvības piemineklis) se encuentra en Riga (Letonia). Es un monumento construido en honor a los soldados que murieron durante la guerra de Independencia de Letonia. Se considera un importante símbolo de la libertad, independencia y soberanía de Letonia. Inaugurado en el año 1935, los 42 m de altura del monumento de granito, travertino y cobre suele servir como punto principal de reuniones públicas y ceremonias oficiales.
Las esculturas y bajorrelieves del Monumento a la Libertad, organizados en trece grupos, muestran la cultura e historia de Letonia. El núcleo del monumento está compuesto por formas tetragonales superpuestas unas sobre las otras, que van disminuyendo en tamaño conforme van ascendiendo, completado por una columna de travertino de 19 metros de altura que sostiene la figura de cobre a la Libertad levantando tres estrellas doradas. La idea del monumento surgió por primera vez a principios de los años 1920, cuando el primer ministro de Letonia, Zigfrīds Anna Meierovics, ordenó establecer unas normas para celebrar un concurso de diseños para una "columna memorial". Tras varios concursos, el monumento fue finalmente construido a principios de la década de 1920, según el proyecto "¡Brilla como una estrella!" del escultor letón Kārlis Zāle. Las obras de construcción se financiaron mediante donaciones privadas.
Durante la Segunda Guerra Mundial la Unión Soviética se anexionó a Letonia y pretendió la demolición del monumento, aunque nunca se llevó a cabo. La escultora soviética Vera Mujina suele ser relacionada con el rescate del monumento, posiblemente porque consideraba que era del más alto valor artístico. Se utilizó propaganda como medio para alterar el significado simbólico del monumento de acuerdo a la ideología soviética. No obstante, para la mayoría de la gente aún continúa siendo un símbolo de la independencia nacional, reuniéndose allí el 14 de junio de 1987 cerca de 5000 personas para conmemorar a las víctimas del régimen soviético y colocar flores. Esta concentración inició el movimiento de independencia nacional, siendo restablecida tres años después la independencia de Letonia.

## Elementos constitutivos

### Localización
El monumento se encuentra en el centro de Riga en Brīvības bulvāris (Bulevar de la Libertad), cerca del casco antiguo de Riga. En 1990 las calles que rodean el monumento entre los bulevares de Rainis y Aspazija, de unos 200 metros de largo, fueron peatonizadas formando una plaza. Parte de la zona peatonada incluye a un puente sobre el canal de la ciudad, que formó parte del sistema defensivo de la ciudad que fue demolido en el siglo XIX para la construcción del bulevar moderno del distrito. El canal tiene 3,2 kilómetros de largo y está rodeado por un parque en la mitad de su longitud. La tierra obtenida de la demolición de las murallas se acumuló en dicho parque formando una colina artificial con una cascada de agua en el norte del monumento. En el bulevar del distrito este del parque se ubican varias embajadas e instituciones, de las cuales las más cercanas al monumento a la Libertad son las embajadas de Alemania y de Francia, la Universidad de Letonia y el gimnasium Rīgas Valsts 1. ģimnāzija.
Al sur, en un parque cercano al monumento, se encuentra la Ópera Nacional con un jardín de flores y una fuente ante ella. Frente a la ópera, en la parte occidental de la plaza y cerca del casco antiguo se halla una pequeña cafetería y el reloj Laima. El reloj se instaló en 1924 y en 1936 fue decorado con un anuncio para la marca de confitería letona "Laima" de la cual tomó su nombre, es un popular lugar de reunión.
Originalmente se había previsto construir una plaza elíptica alrededor del monumento, cerrada por un muro de granito de 1,6 metros de alto con bancos situados en su interior mientras que el exterior se rodearía de un seto de thuja. Sin embargo, este proyecto no se realizó en la década de 1930. En la década de 1980 esta idea se examinó de nuevo pero fue nuevamente abandonada.

### Arquitectura

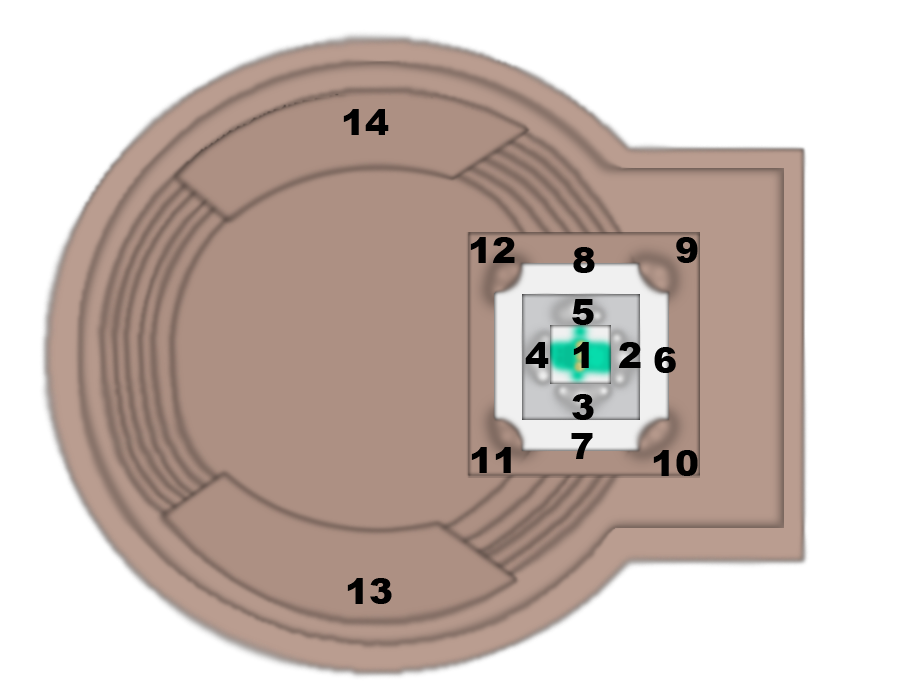
Esquema del Monumento a la Libertad visto desde arriba. Localización y nombre de las esculturas y bajorrelieves: (1) Libertad, (2) Letonia, (3) Lāčplēsis, (4) Rompedores de cadenas, (5) Vaidelotis, (6) Por la Patria y la Libertad, (7) 1905, (8) La Batalla contra los Bermontianos sobre el Puente de Hierro, (9) Protectores de la Patria, (10) El Trabajo, (11) Los Académicos, (12) La Familia, (13) Fusileros Letones, (14) Pueblo Letón: Los Cantantes.

Las esculturas y bajorrelieves del Monumento a la Libertad, organizadas en trece grupos, muestran la cultura y la historia de Letonia. El centro del monumento está compuesto por formas tetragonales una encima de otra, que van disminuyendo conforme ascienden. Una escalera de granito rojo de diez escalones, con una altura de 1,8 metros, rodea el monumento entre dos relieves de travertino de 1,7 metros de altura y 4,5 metros de ancho. Los dos relieves que decoran los tres metros de grosor de los lados de la escalera se llaman Fusileros Letones (en letón: Latvju strēlnieki) y "Pueblo Letón: Los Cantantes" (en letón: Latvju tauta - dziedātāja). Todo esto se encuentra sobre dos escalones adicionales que forman una plataforma redonda, de 28 metros de diámetro, la cual soporta toda la estructura del monumento. En la parte delantera del monumento, esta plataforma forma un rectángulo que es utilizada para ceremonias. La base del monumento, hecha también de granito rojo, está formada por dos bloques rectangulares: el inferior es un monolito de 3,5 metros de alto, 9,2 metros de ancho y 11 metros de largo; mientras que el bloque superior es de 3,5 metros de alto, 8,5 metros de ancho y 10 metros de largo con hornacinas es sus esquinas, cada una de las cuales contiene un grupo escultural de tres figuras. Sus lados están decorados con paneles de travertino. En la parte delantera del monumento, entre los grupos escultóricos de "El Trabajo" (que representa a un pescador, un artesano y un agricultor en el centro sosteniendo una guadaña decorada con hojas de roble y bellotas, que simbolizan la fuerza y la virilidad) y "Protectores de la Patria" (que representa a un antiguo guerrero letón entre dos guerreros modernos arrodillados.) está inscrita en uno de los paneles de travertino una dedicación del escritor letón Kārlis Skalbe: Por la patria y la libertad (en letón: Tēvzemei un Brīvībai). En los lados los paneles de travertino sostienen dos relieves: "1905" (en referencia a la Revolución Rusa de 1905) y "La Batalla contra los Bermontianos sobre el Puente de Hierro" (en letón: Cīņa pret bermontiešiem uz Dzelzs tilta, refiriéndose a la decisiva batalla acontecida en Riga durante la guerra de Independencia de Letonia). En la parte trasera del monumento se encuentran otros dos grupos esculturales: "La Familia" (en letón: Ģimene, que representa a una mujer de pie entre sus dos hijos) y "Los Académicos" (en letón: Gara darbinieki). Sobre la base de granito rojo hay otro bloque rectangular, de 6 metros de alto y ancho y 7,5 metros de largo, rodeados por cuatro grupos escultóricos de granito gris y con unas alturas de entre 5,5 y 6 metros: "Letonia" (en letón: Latvija), "Lāčplēsis" (en español: el cazador de osos, un héroe épico del pueblo letón), "Vaidelotis" (un sacerdote pagano del báltico) y "Rompedores de cadenas" (en letón: Važu rāvēji, que representa a tres hombres encadenados tratando de liberarse de sus cadenas).
El bloque superior sirve también como base para la columna monolítica de travertino de 19 metros de alto, con 2,5 metros por 3 metros en la base. En la parte delantera y trasera una línea de vidrio atraviesa la columna por su mitad. La columna está rematada por una figura de cobre que representa a la Libertad, de unos 9 metros de altura y con forma de mujer levantando tres estrellas doradas que simbolizan a los distritos constitucionales de Letonia: Vidzeme, Latgale and Curlandia. Todo el monumento está construido en torno a un marco de hormigón armado que originalmente fue sostenido con plomo, cables de bronce y mortero de cal. Sin embargo, algunos de los materiales originales fueron reemplazados con relleno de poliuretano durante la restauración. Hay una sala en el interior del monumento, a la cual se accede a través de una puerta situada en su parte trasera, que contiene una escalera que conduce hacia arriba y que se utiliza para la instalación eléctrica y facilitar el acceso a la red de alcantarillado. La habitación no puede ser visitada por el público y se utiliza principalmente como almacén, sin embargo se ha propuesto que la sala podría ser rediseñada para formar una pequeña exposición, que sería utilizada para presentar a los funcionarios extranjeros que visitan Letonia la historia del monumento tras la ceremonia de la puesta de flores.

### Guardias de Honor

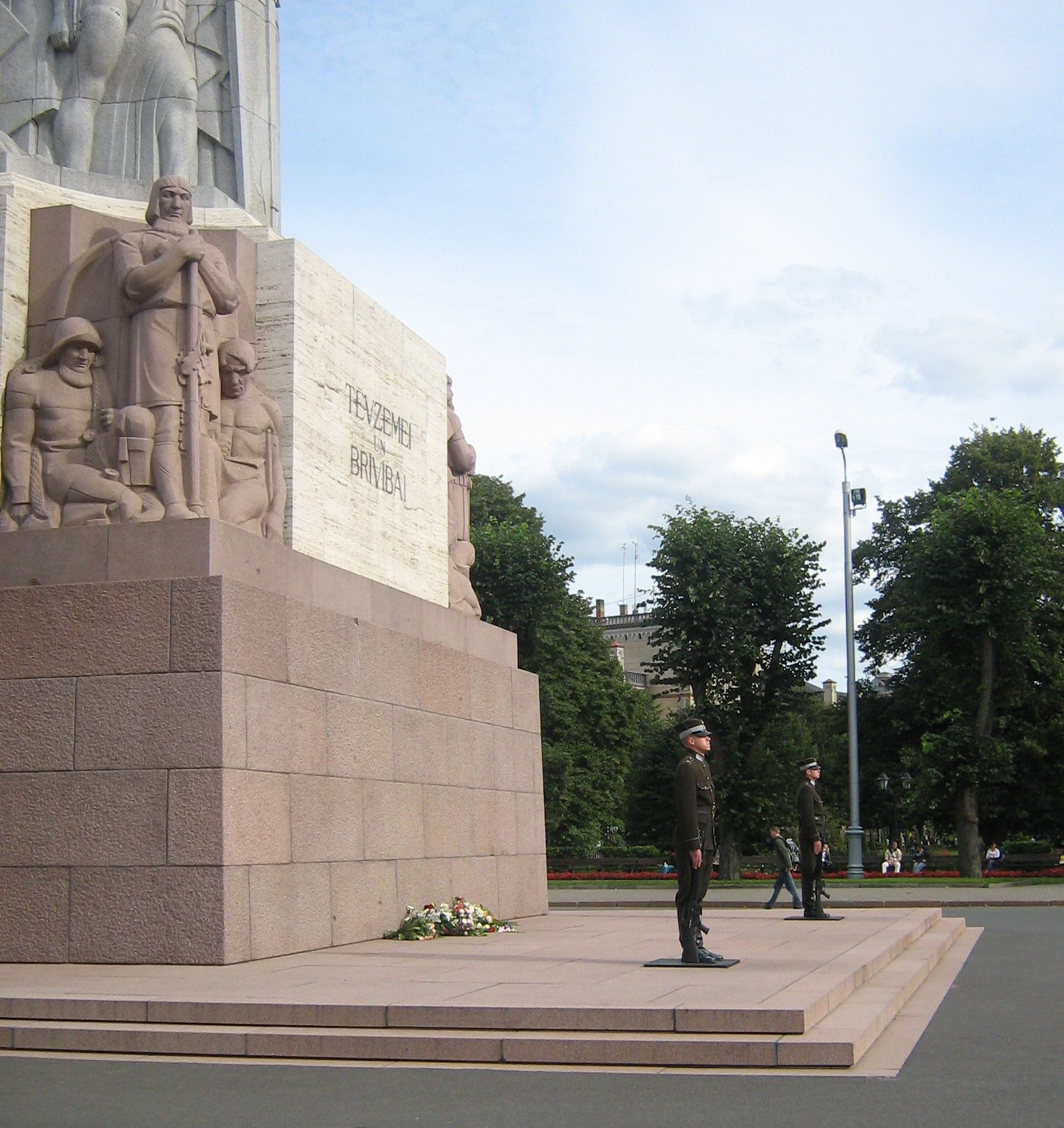
Los Guardas de Honor al pie del Monumento a la Libertad.

Los guardas de honor estuvieron presentes desde la inauguración del monumento hasta 1940, cuando fueron eliminados poco después de la ocupación de Letonia. Fue renovado el 11 de noviembre de 1992. Los guardias son soldados de La Compañía de los Guardas de Honor de la sede del batallón de las Fuerzas Armadas Nacionales (en letón: Nacionālo Bruņoto spēku Štāba bataljona Goda sardzes rota). Los guardas no son requeridos para el servicio en malas condiciones meteorológicas y si la temperatura es menor a -10 °C o mayor de +25 °C. Los guardas trabajan en dos turnos semanales, con tres o cuatro pares de guardas que toman el relevo cada hora en una ceremonia dirigida por el jefe de la guardia. Además también hay un vigilante en cada turno que cuida por la seguridad de los guardas de honor.
Normalmente, se realiza el cambio de guardia cada hora entre las 9 de la mañana y las 6 de la tarde. Tras una hora vigilando, los guardias tienen dos horas libres que pueden pasar en sus dormitorios en el Ministerio de Defensa. Desde septiembre de 2004, los guardas también patrullan cada media hora durante su vigilancia: parten de la base del monumento y marchan dos veces a lo largo de cada lado del mismo y regresando después a sus puestos. Tienen la obligación de medir 1,82 metros de estatura y tener buena salud, ya que están obligados a permanecer sin moverse durante media hora.

## Construcción y restauraciones

### Construcción
La idea de construir un memorial para honrar a los soldados muertos en batalla durante la Guerra de Independencia Letona surgió por primera vez a principios de los años 1920. El 27 de julio de 1922 el primer ministro de Letonia, Zigfrīds Anna Meierovics, ordenó redactar las reglas para un concurso de diseños de un memorial en forma de columna. El ganador de este concurso fue un plan que proponía una columna de 27 metros de altura, con relieves de los símbolos oficiales de Letonia y bajorrelieves de Krišjānis Barons y Atis Kronvalds. Más tarde, este diseño fue rechazado tras las protestas de 57 artistas. En octubre de 1923 se anunció un nuevo concurso que usó por primera vez el término "Monumento a la Libertad". El concurso finalizó con dos ganadores y en marzo de 1925 se anunció un nuevo concurso en el que competirían entre ellos, pero debido al desacuerdo surgido en el seno del jurado no se obtuvo ningún resultado.
Finalmente, en octubre de 1929, se anunció el último concurso de diseños. El ganador fue el diseño "¡Brilla como una estrella!" (en letón: "Mirdzi kā zvaigzne!") del escultor Kārlis Zāle, que también había tenido éxito en los concurso previos. Después de pequeñas correcciones realizadas por el autor y el arquitecto supervisor Ernests Štālbergs, la construcción comenzó el 18 de noviembre de 1931. Financiado por donaciones privadas, el monumento fue erigido a la entrada del casco antiguo de la ciudad en el mismo lugar donde había estado el anterior monumento principal de Riga, una escultura ecuestre en bronce del emperador ruso Pedro el Grande. En 1935, año en que el monumento se inauguró, se calculó que en los cuatro años que había durado su construcción se necesitaron 308.000 horas de trabajo solo para trabajar los materiales de piedra: se habrían necesitado 130 años si una persona hubiera realizado el trabajo usando el equipamiento más avanzado de la época. El peso total de los materiales utilizados fue de aproximadamente 2500 toneladas: tal cantidad de materiales habría requerido de 200 vagones si se hubiesen transportado por ferrocarril.

### Restauraciones

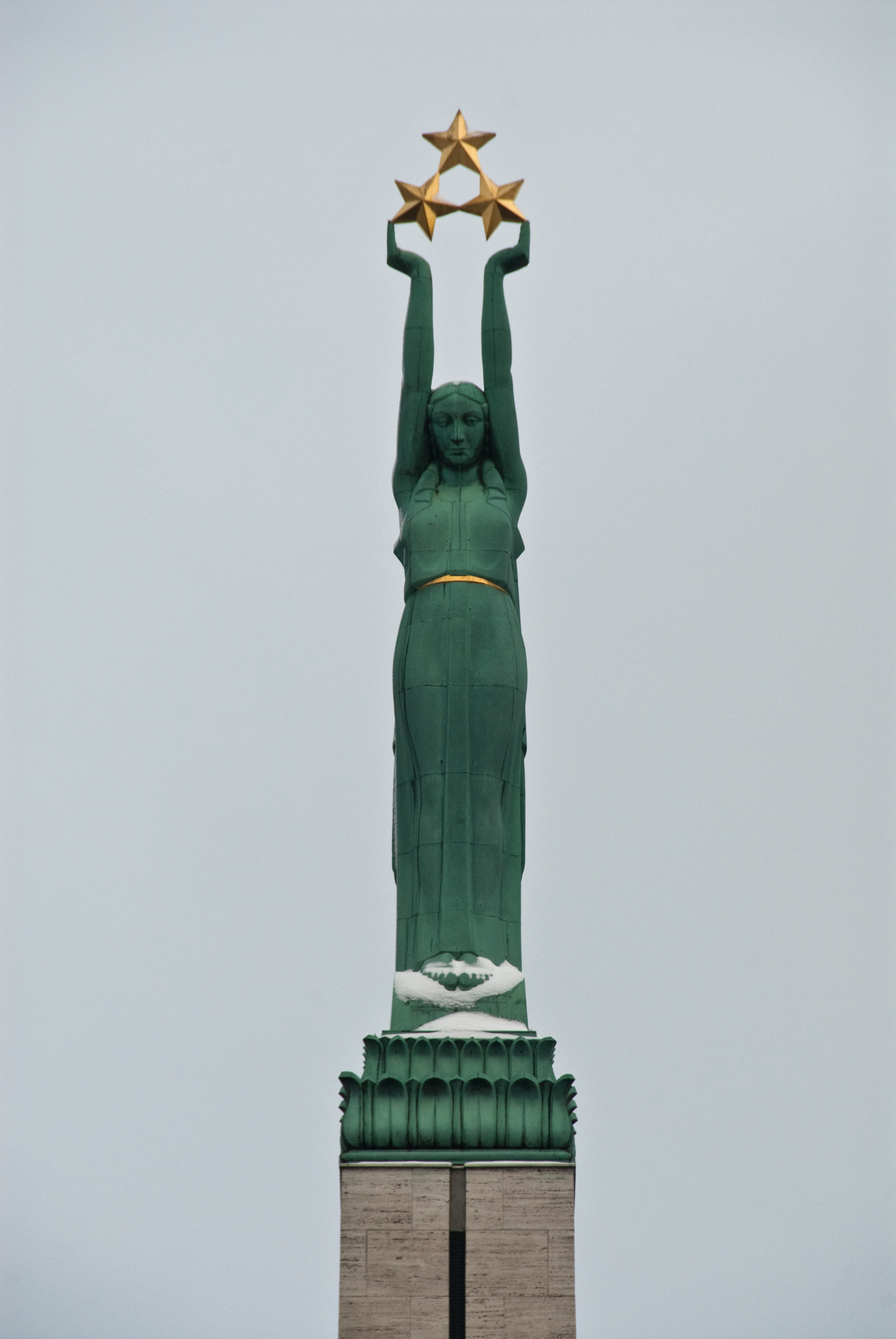
Escultura a la libertad en lo alto del monumento.

El monumento está en peligro debido al clima, que produce daños por las heladas y lluvias, y la contaminación del aire. Aunque en 1990 el área que rodea al monumento fue peatonizada, todavía hay tres calles circundantes por las cuales el tráfico aún circula. Se han registrado cerca del monumento altas concentraciones de dióxido de nitrógeno y dióxido de azufre, que en combinación con el agua causan la corrosión de la estructura del monumento. Además, el agua ha causado el resquebrajamiento del núcleo de hormigón armado y la oxidación de sus refuerzos de acero y de la sujeción del monumento, que también se ha desgastado por las constantes vibraciones causadas por el tráfico.
El travertino poroso se ha ido desmenuzando progresivamente, y sus poros se han llenado de hollín y partículas de arena, ennegreciendo el monumento y proporcionando un hábitat para pequeños organismos, tales como musgos y líquenes. Los componentes metálicos han causado la eflorescencia de la piedra. El mantenimiento irregular y los poco habilidosos trabajos de restauración realizados han contribuido también a la erosión del monumento. Para evitar un deterioro mayor, durante la restauración de 2001 las sujeciones fueron reemplazadas por relleno de poliuretano y se le aplicó al monumento repelente contra el agua. También se determinó que el mantenimiento del mismo se debería llevar a cabo cada dos años.
El monumento fue restaurado dos veces durante la era soviética (en 1962 y entre 1980 y 1981). De acuerdo con la tradición, tras la restitución de la independencia de Letonia las restauraciones y el mantenimiento son financiados en parte por donaciones privadas. El monumento sufrió una importante restauración entre 1998 y 2001. Durante dicha restauración la estatua a la libertad y sus estrellas se limpiaron, restauraron y fueron doradas de nuevo. El monumento fue reabierto oficialmente el 24 de julio de 2001. La escalera, la columna, la base y el interior del monumento fueron restaurados, y los materiales de piedra fueron limpiados y resellados. Las sujeciones del monumento fueron fijadas para evitar su hundimiento. Aunque los restauradores dijeron en ese entonces que el monumento podría soportar cien años sin otra restauración de gran envergadura, pocos años después se descubrió que el dorado de las estrellas habían sufrido daños debido a la técnica de restauración utilizada. Las estrellas se restauraron nuevamente durante el mantenimiento y la restauración de 2006, sin embargo, esta restauración fue apresurada y no hay garantía de su calidad.

## Significado político

### Durante la ocupación soviética
Tras el fin de la Segunda Guerra Mundial hubo planes para demoler el monumento, aunque los historiadores disponen de pocos testimonios escritos y la investigación se basa en gran medida en los testimonios verbales. El 29 de septiembre de 1949 el Consejo de Comisarios del Pueblo de la República Socialista Soviética de Letonia propuso la restitución de la estatua del emperador ruso Pedro el Grande.

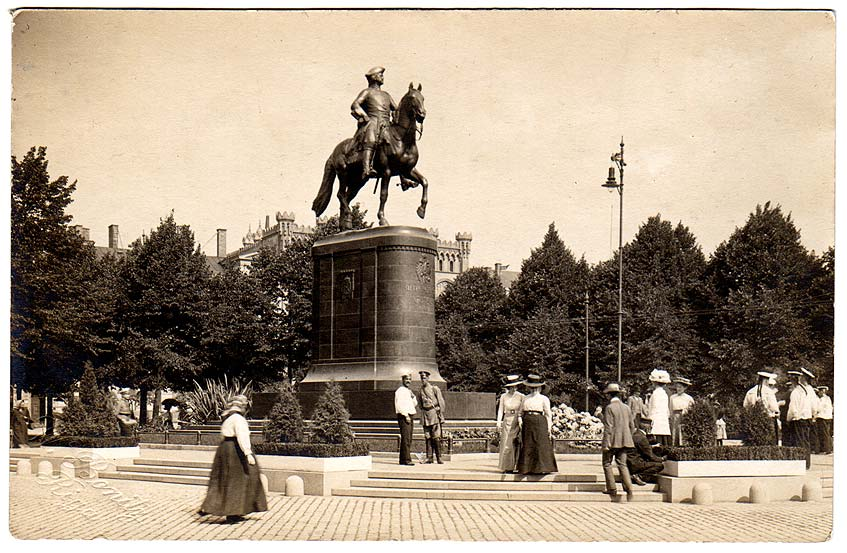
El Monumento a la Libertad reemplazó a la estatua del emperador ruso Pedro el Grande.

Si bien no exigieron expresamente la demolición del Monumento a la libertad, la única forma de restaurar la estatua a su posición original habría sido la de derribar el monumento. No se conoce el resultado del debate, pero ya que el monumento sigue en pie se presupone que la propuesta fue rechazada. Se suele relacionar a la escultora soviética Vera Mujina con el rescate del monumento, aunque no hay pruebas escritas que apoyen este hecho. Según su hijo, participó en una reunión en la que se debatió el destino del monumento y que en su opinión, según contó a su hijo, el monumento era de un alto valor artístico y su demolición podría herir los sentimientos de los letones.
Así, se mantuvo el Monumento a la Libertad pero se reinterpretó su simbolismo. Se dijo que las tres estrellas simbolizaban a las recién creadas Repúblicas soviéticas del Báltico (la RSS de Estonia, la RSS de Letonia y la RSS de Lituania) sostenidas por la Madre Rusia. Se dijo también que el monumento se había erigido tras la Segunda Guerra Mundial como símbolo de la gratitud popular hacia el líder soviético Iósif Stalin por la liberación de los países bálticos. En el verano de 1963, cuando se planteó nuevamente la cuestión de la demolición del monumento, se concluyó que la destrucción de una estructura de tal valor artístico e histórico, que había sido financiado por donaciones de los residentes de Letonia, solo causaría una profunda indignación que a su vez provocaría tensiones en la sociedad. Con el tiempo, la interpretación errónea de su simbolismo se atenuó, diciéndose hacia 1988 que había sido construido para "celebrar la liberación de la esclavitud de la autocracia del zar y de los Alemanes del Báltico", ocultando el hecho de que el Ejército Rojo bolchevique y los Tiradores Rojos letones también fueron adversarios en la guerra de Independencia de Letonia.

### Durante la lucha por la independencia
El 14 de junio de 1987, a pesar de los esfuerzos del gobierno soviético, alrededor de 5000 personas se congregaron para conmemorar a las víctimas de las deportaciones soviéticas. Este evento, organizado por el grupo de derechos humanos Helsinki-86, fue la primera vez desde la ocupación soviética en que se llevó a cabo la ceremonia de la puesta de flores, aunque dicha práctica fue prohibida por las autoridades soviéticas. En respuesta, el gobierno soviético organizó una carrera de bicicletas en el monumento en el mismo día en el cual estaba planeada la ceremonia. Helsinki-86 organizó otra ceremonia de puesta de flores el 23 de agosto del mismo año para conmemorar el aniversario del Pacto Ribbentrop-Mólotov, en la cual la multitud fue dispersada utilizando chorros de agua. Sin embargo, el movimiento de independencia fue creciendo, ascendiendo en algunos eventos a más de medio millón de participantes (alrededor de una cuarta parte de la población de Letonia) y tres años más tarde, el 4 de mayo de 1990, se declaró el restablecimiento de la independencia de Letonia.

### Tras el restablecimiento de la independencia

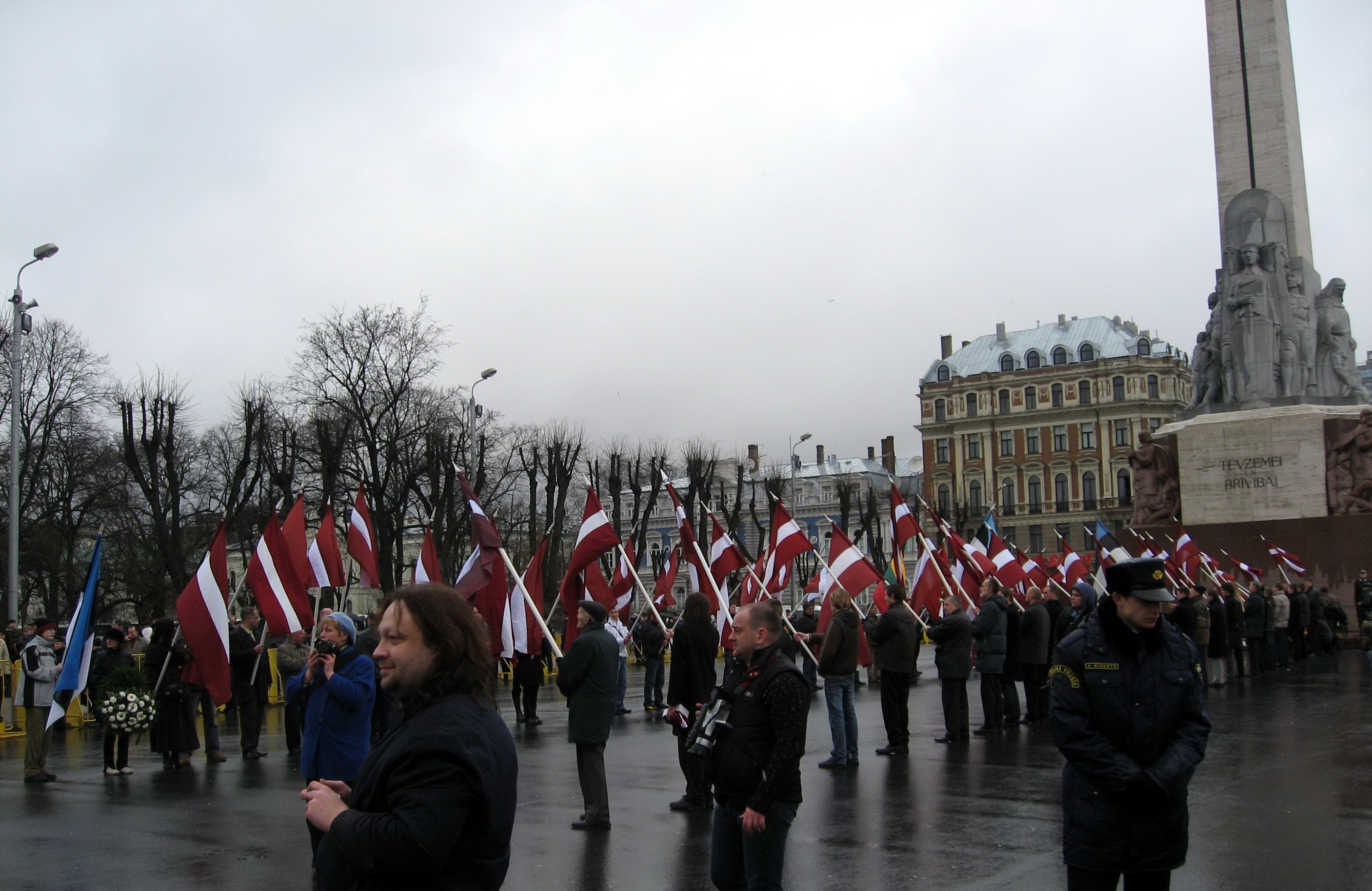
Algunos acontecimientos del polémico día de la legión letona que tienen lugar tradicionalmente en el Monumento a la Libertad.

Desde el restablecimiento de la independencia, el monumento se ha convertido en punto de reunión de varios eventos. Uno de ellos - el 16 de marzo, conmemoración del día de los veteranos de la legión letona de la Waffen-SS, que lucharon contra la Unión Soviética durante la Segunda Guerra Mundial - ha causado controversia. La fecha comenzó a celebrarse por los letones en el exilio antes de ser traída a Letonia en 1990 y durante un corto tiempo (1998-2000) fue el día oficial de recuerdo. En 1998, el evento llamó la atención de los medios de comunicación extranjeros y en el año siguiente el gobierno ruso condenó el acto como una glorificación del nazismo. El evento se convirtió en un conflicto político entre la izquierda y la derecha, constituyendo una amenaza para la seguridad pública.
El Gobierno letón ha tomado una serie de medidas para tratar de poner la situación bajo control, y en 2006 no sólo no fueron aprobados los actos programados por las organizaciones de extrema derecha sino que además el monumento fue vallado para, según declaró el Ayuntamiento de Riga, proceder a su restauración. En realidad el monumento fue restaurado en 2006, por lo cual esta declaración fue cuestionada más tarde. Aunque los políticos nombraron varias razones para el cambio de fecha, el área cerrada era mucho mayor que la necesaria para la restauración y la duración de la restauración pareció inapropiada. Por lo tanto, el gobierno fue criticado por la prensa letona por no poder garantizar la seguridad pública y la libertad de expresión. Los actos desaprobados ocurrieron a pesar de la prohibición. El 23 de noviembre de 2006, la ley que requería la aprobación de las autoridades para la celebración de reuniones públicas fue declarada inconstitucional. En los próximos años el gobierno movilizó a la fuerza policial para vigilar el barrio del monumento y los acontecimientos fueron relativamente pacíficos.

## Simbología

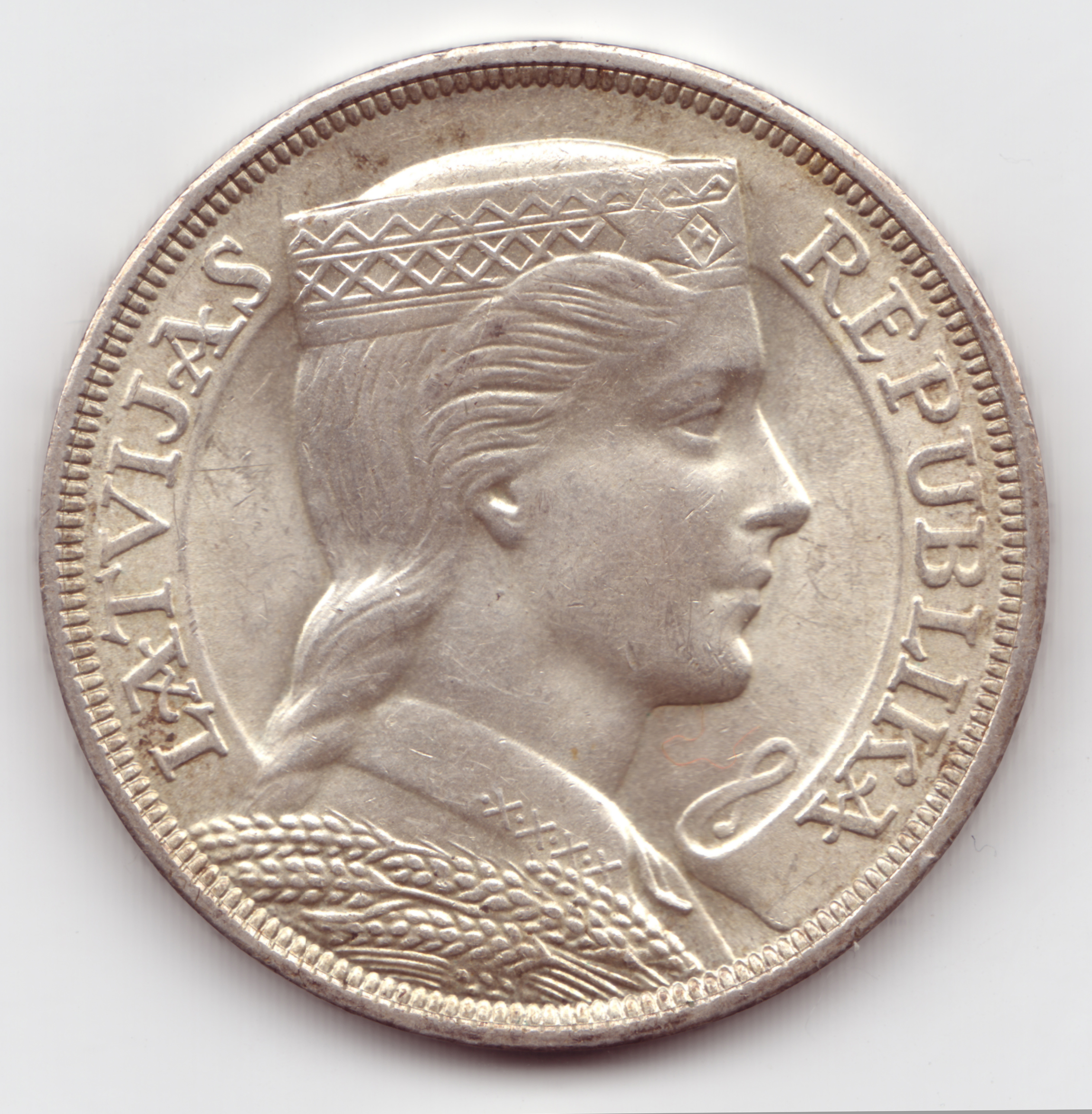
Milda en una moneda de 5 lats de 1931.

### Milda
La estatua situada en la parte superior del monumento es apodada Milda por los habitantes de la ciudad. Milda es un nombre letón de género femenino que fue extremadamente popular durante el periodo entre las dos guerras mundiales. Los letones nombran también así a la joven chica cuyo perfil adorna ciertas emisiones de su moneda. Es pues, en cierto modo, el equivalente letón de la Marianne francesa.

### Monedas de euro
Las monedas de euro de Letonia son las monedas de euro que planea adoptar el país una vez que entre a formar parte de la eurozona. Al igual que el resto de monedas de euro, las letonas tienen un lado común en el cual se representa a los países de Europa en los que está vigente esta moneda y, en el otro lado, tiene su propio diseño. El diseño propio de las monedas de dos euros de Letonia muestran a la estatua principal del Monumento a la Libertad, en la cual la estrella superior que sujeta la estatua se funde con una de las doce estrellas de la Unión Europea.
Letonia había planeado originalmente adoptar el euro como divisa oficial el 1 de enero de 2008. Se esperaba que Letonia introdujera el euro en 2012 como mínimo, aunque el Banco de Letonia ha sugerido 2013 como una fecha más probable.